# Torymus heyeri
Torymus heyeri är en stekelart som beskrevs av Wachtl 1883. Torymus heyeri ingår i släktet Torymus och familjen gallglanssteklar. Arten är reproducerande i Sverige. Inga underarter finns listade i Catalogue of Life.